# Centro de Memoria, Paz y Reconciliación
El Centro de Memoria, Paz y Reconciliación es un espacio para la promoción de ejercicios de memoria histórica colectiva, situado en el centro de Bogotá. Busca  el reconocimiento de los derechos de las víctimas del conflicto armado interno en Colombia y la construcción de paz. Fundado en 2012 durante la administración de Gustavo Petro. En 2020 asume su dirección José Antequera.

## Ubicación y acceso
Se encuentra en el centro de Bogotá, al norte de la localidad de Los Mártires en el barrio Santa Fe. Específicamente, fue construido en los antiguos terrenos del Cementerio Central, en la actual carrera 19 B con calle 24, frente al parque El Renacimiento. Diseñado por Juan Pablo Ortiz Arquitectos, ganadores de una convocatoria en 2008.
Está compuesto por: un centro de documentación, un auditorio, el centro de atención a víctimas, aulas, oficinas y un museo rodeado por un espejo de agua parte del Parque de la Reconciliación; y un monolito. Los muros de tapia pisada, con capas vaciadas en anillos que conmemoran el bicentenario.
Más de 2.000 personas hicieron aportes en tierra, traída desde su lugar de origen, junto con memorias y voluntades de paz que reposan encapsuladas en el hall del edificio.
El Centro de Memoria, Paz y Reconciliación se encuentra a un par de pasos de la avenida 26, dónde está la estación de Transmilenio Centro Memoria.

## Funciones
- Implementar estrategias que garanticen la reconstrucción de memoria en el sector educativo y su vez proporcionar herramientas a la ciudadanía en el desarrollo de ejercicios participativos.

- Impulsar exposiciones y diversas expresiones artísticas en pro de generar un lugar de encuentro, trabajo, expresión, diálogo, creación y construcción de memoria colectiva.[6]

## Publicaciones
El Centro de Memoria, Paz y Reconciliación trabaja en la investigación y promoción de las distintas narrativas de la memoria, la defensa de los derechos humanos y la construcción de paz. Realizando diferentes publicaciones y eventos junto a otras entidades, grupos y comunidades. Algunas publicaciones son:
- La memoria histórica como relato emblemático
- Bogotá, ciudad memoria
- Cronología del desencuentro (1996-2012)
- Cuando la historia es un recuerdo y olvido
- De la tierra al olvido y otras historias de mujeres en medio del conflicto
- Debates de la Memoria: Aportes de las organizaciones de víctimas a una política pública de memoria
- Detrás del espejo Los retos de las comisiones de la verdad

- Memoria con sentido de futuro: Cátedra del bicentenario
- Memorias en crisoles: Propuestas teóricas, metodológicas y estratégicas para los estudios de la memoria
- Memorias para la democracia y la paz: veinte años de la Constitución Política de Colombia
- Rompecabezas de la memoria ¿Aportes a una comisión de la verdad?
- Unión Patriótica